# 豊川市立赤坂小学校
豊川市立赤坂小学校（とよかわしりつ あかさかしょうがっこう）は、愛知県豊川市赤坂町にある公立小学校。

## 概要
- 旧・宝飯郡音羽町の小学校であり、校区は旧・宝飯郡赤坂町の全域に該当する、赤坂町、赤坂台である。公立中学校へ進学する場合、豊川市立音羽中学校へ進学する[2]。

## 沿革
赤坂小学校は2022年（令和4年）に創立1５0周年を迎えたことから、創立年は1872年（明治5年）である。ここではそれ以前についても記述する。
- 1868年（明治元年）9月1日 - 三河県知藩事土肥大作により、浄泉寺[注釈 1]に教育の場として道斉館が開校。
- 1869年（明治2年）
  - 1月 - 土肥大作の離任により、道斉館は廃校。
  - 8月7日 - 磐城平藩国府陣屋跡地に修道館が開校。
- 1870年（明治3年） - 赤坂義校に改称する。
- 1872年（明治5年）9月26日 - 赤坂郷学校として開校。民家を仮校舎とする。
- 1873年（明治6年）
  - 1月15日 - 支校として長沢村に長沢支学校が開校。
  - 5月 - 正法寺に移転、赤坂義校に改称する。
  - 11月 - 旧・伝馬所に移転する。
- 1874年（明治7年）5月 - 民家に移転する。
- 1875年（明治8年）2月 - 旧・伝馬所に移転する。第10中学区第46番小学赤坂学校に改称する。
- 1876年（明治9年） - 第10中学区第132・133番赤坂学校に改称する。
- 1878年（明治11年）1月 - 東海道赤坂宿本陣に移転する。
- 1883年（明治16年）11月22日 - 赤坂村字西裏に校舎（木造2階建）を新築し、移転する。
- 1886年（明治19年） - 尋常小学赤坂学校に改称する。
- 1887年（明治20年） - 萩学校を統合し、赤坂萩組合赤坂学校となる。
- 1889年（明治22年）10月1日 - 町村制施行により、赤坂村が成立する。
- 1892年（明治25年） - 萩村が萩尋常小学校を設置し組合から離脱する。赤坂萩組合赤坂学校は赤坂尋常小学校に改称する。
- 1894年（明治27年）6月23日 - 町制施行し、赤坂町となる。
- 1901年（明治34年） - 赤坂町、長沢村、萩村で学校組合を設立。赤坂町長沢村萩村組合高等小学校が開校する。赤坂尋常小学校に赤坂町長沢村萩村組合高等小学校赤坂分教場を設置する。
- 1903年（明治36年） - 長沢村が学校組合から離脱する。それに伴い赤坂村長沢村萩村組合高等小学校は赤坂村萩村組合立高等小学校となる。
- 1904年（明治37年） - 新校舎（木造2階建）が完成する。裁縫科を設置する。
- 1908年（明治41年） - 赤坂町萩村組合立高等小学校が廃校。赤坂尋常小学校に高等科を設置し、赤坂尋常高等小学校に改称する。
- 1915年（大正4年） - 校舎を増築する。
- 1926年（大正15年） - 青年訓練所を併設する。
- 1927年（昭和2年） - 新校舎（木造2階建スレート）が完成する。
- 1935年（昭和10年） - 青年学校を併設する。
- 1936年（昭和11年） - 校舎を増築する。
- 1941年（昭和16年）4月1日 - 赤坂国民学校に改称する。
- 1943年（昭和18年） - 赤坂町、長沢村、萩村、御油町の青年学校を統合し、赤坂町字池河内に赤坂外三ケ町村立青年学校が設立される。
- 1944年（昭和19年）8月 - 古渡国民学校の児童が疎開する。
- 1945年（昭和20年）
  - 5月 - 校舎を軍が使用するため、杉森八幡社、民間の工場などで分散授業を行う。
  - 9月 - 分散授業がなくなる。
- 1947年（昭和22年）4月1日 - 赤坂町立赤坂小学校に改称する。校舎の一部を使用し、赤坂町立赤坂中学校が開校する。
- 1948年（昭和23年）
  - 4月 - 赤坂町立赤坂中学校と長沢村立長沢中学校が統合され、赤坂町長沢村学校組合立音羽中学校となる。
  - 8月 - 音羽中学校の校舎が完成し、移転する。
- 1951年（昭和26年）1月1日 - 西校舎を赤坂公民館とする。
- 1955年（昭和30年）4月1日 - 赤坂町、長沢村、萩村が合併し、音羽町が発足。同時に音羽町立赤坂小学校に改称する。
- 1960年（昭和35年） - 教室不足解消のため、プレハブ校舎を増築する。
- 1969年（昭和44年）3月 - 新校舎（鉄筋コンクリート造2階建）が完成する。
- 1981年（昭和56年）3月 - 現在地に校舎を新築し、移転する。
- 2008年（平成20年）1月15日 - 音羽町が豊川市に編入される。同時に豊川市立赤坂小学校に改称する。

1981年まで使用された旧・赤坂小学校の校舎は、1981年4月6日から1998年12月28日まで音羽町役場庁舎として使用された。その後改築され、2000年7月から音羽町図書館・赤坂公民館・資料館の複合施設の生涯学習施設（現・音羽生涯学習会館）として使用されている。

## 交通アクセス
- 名鉄名古屋本線名電赤坂駅下車、徒歩約10分。

## 周辺施設
- 豊川市立音羽中学校
- 豊川市立御油小学校
- 豊川市音羽支所
- 音羽生涯学習会館
- 東海道赤坂宿
- 大橋屋
- 御油の松並木
- 名鉄名古屋本線名電赤坂駅

## 出身の著名人
- 野澤登真（バスケットボール選手）